# Münire Sultan (figlia di Şehzade Ahmed Kemaleddin)
Münire Sultan (turco ottomano: منیره سلطان, lett. "luminosa" o "brillante"; Istanbul, 5 aprile 1880 – Nizza, 7 ottobre 1939) è stata una principessa ottomana, figlia di Şehzade Ahmed Kemaleddin e nipote del sultano Abdülmecid I.

## Origini
Münire Sultan nacque il 5 aprile 1880 a Istanbul, nel Palazzo Dolmabahçe. Era figlia di Şehzade Ahmed Kemaleddin e della sua consorte Fatma Sezadil Hanım. I suoi nonni paterni erano il sultano ottomano Abdülmecid I e la consorte Verdicenan Kadın, una principessa abcasa della famiglia Açba.
Chiamata in onore della zia paterna, Münire Sultan, aveva una sorella maggiore morta neonata, Atiyetullah Sultan.

## Matrimonio
Nel 1907 suo zio paterno, Abdülhamid II, fratellastro del padre e sultano, la diede in sposa a Mehmed Salih Pasha, figlio del suo Gran Visir, Hayreddin Pasha, e della sua quarta moglie, Kamer Hanım. I due si sposarono il 10 gennaio 1907 a Palazzo Yıldız ed ebbero un figlio.
Salih Pasha fu accusato di essere coinvolto nell'assassinio di Mahmut Şevket Pasha, generale e Gran Visir di Mehmed V, erede di Abdülhamid II e suo fratellastro, quindi anche lui zio di Münire. Sia Münire che sua madre supplicarono il sultano perché non firmasse la condanna a morte, ma invano e Salih Pasha venne impiccato l'11 giugno 1913, lasciando Münire vedova con un figlio piccolo. Non si risposò.

## Esilio e morte
Nel marzo 1924 il Sultanato venne abolito e la dinastia venne mandata in esilio, dopo essere stata privati di tutti i beni, dal nuovo regime repubblicano e nazionalista.
Münire visse col figlio prima in Tunisia, per quattro anni, e poi a Nizza, in Francia.
Ancora in lutto per il marito e quasi indigente, morì il 7 ottobre 1939 a Nizza, dove venne sepolta.
Il figlio poté infine rientrare a Istanbul, dove morì.

## Discendenza
Dal suo matrimonio, Münire Sultan ebbe un figlio:
- Sultanzade Ahmed Kemaleddin "Keredin" Bey  (Istanbul, 18 giugno 1908 - Istanbul, 7 gennaio 1987). Nato a Palazzo Nişantaşı, venne chiamato in onore del nonno materno. Sposò Mihriban Hanım nel giugno 1962, da cui ebbe figli. Tornato in Turchia dopo la revoca dell'esilio, in ottemperanza alla nuova legge sui cognomi del 1934 prese il cognome "Keredin". Venne sepolto nel cimitero di Karacaahmet.

## Onorificenze
- Ordine della Casa di Osman[8]
- Ordine di Mejīdiyye[8]
- Ordine della Carità Şefkat Nişanı, 1ª classe[8]
- Medaglia d'oro Hicaz Demiryolu[8]